# Гаврилів Тимофій Іванович
Тимофій Іванович Гаврилів (1971, Івано-Франківськ) — український письменник, перекладач, колумніст, блогер, літературознавець і культуролог.

## Біографія
Випускник Львівського національного університету ім. Івана Франка (1993). 1992 р. став першим у незалежній Україні переможцем міжуніверситетської Олімпіади знавців німецької мови та культури. 1996 р. закінчив аспірантуру, 2007 р. — докторантуру при ЛНУ ім. І.Франка. 1998 р. захистив у Київському національному університеті ім. Тараса Шевченка кандидатську, 2009 р. — в Інституті літератури ім. Тараса Шевченка Національної академії наук України докторську дисертацію (габілітація) «Феноменологія художньої ідентичності» за спеціальностями «Теорія літератури» та «Зарубіжна література». 1996—2003 рр. працював асистентом, згодом доцентом кафедри німецької філології факультету іноземних мов Львівського національного університету ім. І. Франка. Старший науковий співробітник [[Інститут українознавства ім. Івана Крип'якевича| Інституту українознавства ім. І. Крип'якевича]] Національної академії наук України. Входить до редакційних колегій часописів «Вікно в світ. Зарубіжна література: наукові дослідження, історія, методика викладання», «Greifswalder Ukrainistische Hefte», «Понад кордонами. Студії німецькомовної літератури», «Парадигма». Лауреат загальноукраїнської літературної премії Благовіст (1996) і Міжнародної літературно-мистецької премії ім. Пантелеймона Куліша (2015).

## Творчість
Дебютував 1986 р. як поет. За першу книжку віршів «Арабески пам'яті» (1995) отримав загальноукраїнську літературну премію Благовіст (1996), роман «Вийди і візьми» (2013) удостоєний міжнародної літературно-мистецької премії ім. Пантелеймона Куліша (2015).
Прозу почав писати наприкінці 80-х років, після перерви повернувся до неї в середині 90-х рр. Перша книжка оповідань «Щоденник Одіссея» побачила світ 2003 р. у львівському видавництві «ВНТЛ-Класика». Навесні 2007 р. у літературній аґенції «Піраміда» з'явився друком роман Т. Гавриліва «Де твій дім, Одіссею?» — за визначенням В. Неборака, «найекспериментальніший український роман». «Де твій дім, Одіссею?» став першою частиною трилогії, в якій по-новаторському змальовується стан духовної порожнечі, пошуків і сум'яття сучасної людини. Нове, виправлене і доповнене видання роману очолило рейтинг найважливіших українських художніх видань 2015 року за версію «Forbes-Україна». Роман «Чарівний світ», що продовжує трилогію, — пригодницько-філософська історія про волоцюгу, який міг би бути нігілістом, якби не його любов і здатність розчулюватися буденними речами, яких ми зазвичай не помічаємо. Роман складається з трьох частин («Чарівний світ. Тепер», 2010; «Чарівний світ. Тоді», 2010; «Чарівний світ. Між тоді і тепер», 2011) і починається крадіжкою, до якої герой вдається під тиском обставин, але її плодом скористатися не встигає… Роман «Чарівний світ» у трьох частинах отримав персональну відзнаку директора Форуму книговидавців (2011). Завершує «трилогію безпритульності» роман «Вийди і візьми» (2013). Роман у новелах «Червнева злива» (2018) охоплює час від другої половини XX ст. до Революції Гідності та війни Росії проти України. Шляхи героїв, кожного з яких наділено власним неповторним голосом, міцно переплетені, автономні розповіді утворюють панорамний пазл. У «Червневій зливі» досліджуються людські характери та міжлюдські стосунки на тлі економічних і суспільно-політичних пертурбацій та етичних викликів. Роман «Ацетон» (2022) порушує комплекс взаємопов'язаних питань: батьківщини, свого і чужого у світі, що стрімко глобалізується; релігії і церкви як інституції; сім'ї і мистецтва, особистої свободи і суспільної відповідальності, духовного і матеріального, ревізії / анулювання історії; справжнього кохання у просторі епізодичних стосунків і довільних симпатій. Герой, молодий хірург, досягає всього, про що можна мріяти, одночасно втрачаючи найістотніше.
Пише для української та європейської преси, веде блог в інтернет-виданні Zaxid.Net. Публікувався на шпальтах Frankfurter Rundschau, Die Welt, Die Presse, Kleine Zeitung. Автор віршів, оповідань, есе, репортажів, фейлетонів, рецензій, романів.
Книжка есеїстики «Знаки часу» була відзначена премією директора українського Форуму книговидавців у Львові (2002). Художні тексти Т. Гавриліва друкувалися в часописах «Світо-вид», «Четвер», «Березіль», «Перевал», «Ї», «Кур'єр Кривбасу», «Критика», «Український журнал». Друкується в інтернет-виданнях Літакцент та Zbruč.
2003 р. відмовився від премії «СтАРТ», запропонувавши придбати книжки для сільських бібліотек.
Тимофій Гаврилів переклав для українського читача твори австрійського поета-модерніста Ґеорґа Тракля, «найскандальнішого австрійського письменника», нищівного критика «австрійської душі» Томаса Бернгарда, а також хрестоматійну, гостру й безкомпромісну п'єсу «Що сталося після того, як Нора покинула свого чоловіка, або Підпори суспільств» лауреатки Нобелівської премії з літератури, австрійської письменниці Ельфріди Єлінек. Українське видання Тракля критика назвала найкращою перекладною книжкою 1997 р. Удостоєний низки відзнак відомства федерального канцлера Австрії.
Упорядкував і видав три томи праць, присвячених експресіоністичній літературі, мистецтву та кінематографу. Заснував і видає авторську перекладну серію «Австрійська п'єса XIX ст. — XX ст.». Засновник, упорядник і головний редактор серії «Студії австрійської літератури». Ініціював встановлення меморіальних стел Ґеорґу Траклю у м. Городок Львівської області (2004) та Йозефу Роту у м. Львів (2009). Художні твори Гавриліва перекладалися польською, чеською, французькою, естонською, англійською, литовською, німецькою, норвезькою мовами. Тимофій Гаврилів — автор понад 500 публікацій.
До 150-ліття залізничного сполучення, що поєднало Львів, Краків і Відень, упорядкував і видав антологію «Потяг надій та інші залізничні сполучення» з творами українських, німецьких та польських письменників. Антологію проілюстрував відомий український митець Юрій Кох (Львів: «Класика», 2011).

### Поетичні збірки
- «Арабески пам'яті» (Київ: «СПУ», 1995)
- «Закони географії» (Івано-Франківськ: «Лілея-НВ», 1997)
- «Година самотніх» (Харків: «Фоліо», 1998)
- «Повертаючись до сказаного» (Івано-Франківськ: «Лілея-НВ», 2002)
- «Конспект екскурсії» (Івано-Франківськ: «Лілея-НВ», 2006).

### Художня проза
- «Щоденник Одіссея» (щоденник, оповідання; Львів: «Класика», 2003)
- «Де твій дім, Одіссею?» (роман; Львів: ЛА «Піраміда», 2006)
- «Wo ist dein Haus, Odysseus?» (Roman; Zürich: Ammann, 2009)
- «Чарівний світ. Тепер» (роман — перша частина; Львів: «Кальварія», вересень 2010)
- «Чарівний світ. Тоді» (роман — друга частина; Львів: «Кальварія», грудень 2010)
- «Чарівний світ. Між тоді і тепер» (роман — третя частина; Львів: «Кальварія», квітень 2011)
- «Вийди і візьми» (роман  Львів: «Кальварія», 2013)
- «У шатах вересня» (оповідання  Львів: «Кальварія», 2013)
- «Де твій дім, Одіссею?» (роман; 2-е, виправлене і доповнене видання; Львів: в-во Анетти Антоненко, 2015)
- «Жінка на ім'я Модеста» (оповідання  (серія «Схід/Захід»); Івано-Франківськ: «Лілея-НВ», 2016)
- «Чарівний світ» (роман; повноформатне видання; Львів: в-во Анетти Антоненко, 2016)
- «Червнева злива» (роман у новелах; Львів: в-во Анетти Антоненко, 2018)
- «Гарні дівчата» (Дванадцять оповідань; Львів: в-во Анетти Антоненко, 2019)
- «Ацетон» (роман, серія «Великий роман»; серія «Книжки війни»; Харків: Фоліо, 2022)
- «Пісня надії» (трилогія; романи «Де твій дім, Одіссею?», «Чарівний світ», «Вийди і візьми», серія «Великий роман»; серія «Книжки війни»; Харків: Фоліо, 2024)
- «Червнева злива. Конкуренція відомств» (роман, новела, серія «Великий роман»; серія «Книжки війни»; Харків: Фоліо, 2024)

### Есеїстика
- «Знаки часу. Спроби прочитання» (Івано-Франківськ: «Лілея-НВ», 2001)
- «Текст між культурами. Перекладознавчі студії» (Київ: «Критика», 2005)
- «Моя Україна» (Львів: «ЛА Піраміда», 2008)
- «На наш бік» (Львів: «Класика», 2015)
- «Небо над хмарами» (Івано-Франківськ: «Лілея-НВ», 2020)

### Переклади
- Ґеорґ Тракль. «Твори» (двомовне видання: містить вірші, драматичні фрагменти, листи; Львів: «Просвіта», 1997)
- Ґеорґ Тракль. «Себастянові сни» (двомовне видання: містить вірші, драматичні фрагменти, рецензії, листи; Львів: «Класика», 2004)
- Томас Бернгард. «Старі майстри. Елізабет II» (п'єси; Івано-Франківськ: «Лілея-НВ», 1999)
- Томас Бернгард. «Іммануїл Кант» (п'єси; Івано-Франківськ: «Лілея-НВ», 2002)
- Ганс-Ґеорґ. Ґадамер. «Вірш і розмова» (есе з естетики і поетики; Львів: «Ї», 2002)
- Йоганн Непомук Нестрой. «Колишні справи» (п'єса; Івано-Франківськ: «Лілея-НВ», 2003)
- Фердинанд Раймунд. «Дівчина з країни фей, або Селянин-мільйонер» (п'єса; Івано-Франківськ: «Лілея-НВ», 2005)
- Йозеф Рот. «Тріумф краси. Новели» (Львів: «Класика», 2006)
- Томас Бернгард. «Площа героїв» (п'єса; Львів: «Класика», 2008)
- Ельфріде Єлінек. «Що сталося після того, як Нора покинула свого чоловіка» (п'єса; Львів: «Класика», 2012)
- Томас Бернгард. «Холоднеча. Старі майстри» (роман (у перекладі І.Андрущенка), п'єса; Харків: «Фоліо», 2013; серія «Бібліотека світової літератури»)

## Переклади, опубліковані в періодичних виданнях
- Бертольт Брехт
- Герман Брох
- Пауль Целян
- Крістіне Лявант
- Теодор Шторм
- Райнер Марія Рільке
- Ґеорґ Гайм
- Альфред Ліхтенштайн
- Якоб ван Годдіс
- Теодор Етцель
- Теодор Крамер
- Франц Верфель
- Детлев фон Лілієнкрон
- Гайнріх Гайне
- Йоганн Петер Гебель
- Фрідеріке Майрьоккер
- Альберт Остермаєр
- Маттіас Політицкі
- Ельфріде Єлінек
- Крістоф Рансмайр

## Монографії (праці з теорії та історії літератури)
- «Identitäten in der österreichischen Literatur des XX. Jahrhunderts» (німецькою мовою; Lviv: «VNTL-Klasyka», 2008)
- «Форма і фігура. Ідентичність у художньому просторі» (Львів: «ВНТЛ-Класика», 2009)
- «Шкіц філософії сум'яття. Австрійська література у XIX і XX сторіччях» (Львів: «ВНТЛ-Класика», 2011)

## Серійні видання
- «Експресіонізм. Збірник наукових праць» (Львів: «ВНТЛ-Класика», 2002)
- «Експресіонізм. Збірник наукових праць» (Львів: «ВНТЛ-Класика», 2004)
- «Експресіонізм. Збірник наукових праць» (Львів: «ВНТЛ-Класика», 2005).
- «Студії австрійської літератури. Том 1. Ідентичність художнього простору. Ґеорґ Тракль у контексті часу, традиції і діалогу культур» (Львів: «ВНТЛ-Класика», 2005)
- «Студії австрійської літератури. Том 2. Маска і метаморфоза. (Де)конструювання діалогічного мовлення і філософія метаморфози Еліаса Канетті» (Львів: «ВНТЛ-Класика», 2006)
- «Студії австрійської літератури. Том 3. Факт як експеримент. Механізми фікціоналізації дійсності в творах Йозефа Рота» (Львів: «ВНТЛ-Класика», 2007).

## Упорядковані видання
- «Подорож до Европи. Галичина, Буковина і Відень на центральноевропейській культурній шахівниці» (Львів: «ВНТЛ-Класика», 2005; разом з Оксаною Гаврилів).
- «Нова подорож до Європи» (Львів: «ВНТЛ-Класика», 2012; разом з Оксаною Гаврилів).
- «Письменство Галичини в міжкультурній взаємодії» (Львів: «ВНТЛ-Класика», 2015).